# Krpeľany
Krpeľany és un poble i municipi d'Eslovàquia que es troba a la regió de Žilina, al centre-nord del país. El 2022 tenia 1.079 habitants.

## Demografia
| Godina             | 1994 | 2004   | 2014   | 2024   |
| ------------------ | ---- | ------ | ------ | ------ |
| Nombre de persones | 1062 | 1094   | 1106   | 1059   |
| Diferència         |      | +3,01% | +1,09% | −4,24% |

| Godina             | 2023 | 2024   |
| ------------------ | ---- | ------ |
| Nombre de persones | 1062 | 1059   |
| Diferència         |      | −0,28% |